# 卡罗琳娜·特龙科尼
卡罗琳娜·特龙科尼（義大利語：Carolina Tronconi，1913年5月22日—2008年2月11日），生于帕维亚，意大利女子竞技体操运动员。她曾代表意大利获得1928年夏季奥运会体操比赛女子团体全能银牌。